# Jin Yuquan
Titre
Héritier présomptif du trône de Chine
Depuis le 10 avril 2015
(9 ans, 11 mois et 4 jours)
Jin Yuquan, né en mai 1946 un membre du clan Aisin Gioro plus communément plus connu sous le nom de la dynastie Qing (1644-1912). Il est le second fils de Jin Youzhi, anciennement appelé prince Puren, ancien chef de la famille impériale. Il est donc le petit-fils du prince Zaifeng et neveu du dernier empereur Puyi. Son frère ainé Jin Yuzhang, actuel prétendant au trône de Chine, est vice-président du conseil municipal de l'arrondissement de Chongwen et son second frère Jin Yulan est membre du comité consultatif de l'arrondissement municipal de Chaoyang à Pékin.
Jin Yuquan est vice-président du Collège de l'Énergie et de la Protection de l'Environnement de l'Université polytechnique de Pékin . Il a auparavant travaillé au ministère de l'enseignement supérieur des sciences de l'environnement et du comité de pilotage de l'ingénieurie dans la Direction générale des sciences de l'environnement et de l'environnement atmosphérique,,.